# Boesmansriviermond
Boesmansriviermond, auch englisch Bushman’s River Mouth oder Bushmans River, ist ein Ort in der Lokalgemeinde Ndlambe im Distrikt Sarah Baartman der südafrikanischen Provinz Ostkap.
Der Ortsname bedeutet „Mündung des Boesmansrivier“.

## Demografie
Boesmansriviermond hatte im Jahre 2011 gemäß der Volkszählung 6147 Einwohner in 2096 Haushalten auf einer Fläche von 15,82 km².

## Geografie
Boesmansriviermond liegt am Mündungsbereich des Boesmans River in den Indischen Ozean. Die bebaute Ortslage erstreckt sich am westlichen Flussufer entlang seines Ästuars. Auf dem Ostufer des Boesmans River liegt der Nachbarort Kenton-on-Sea. Beide Küstenorte sind durch die Straßenbrücke der Regionalstraße R72 miteinander verbunden.

## Geschichte
Der Ort entstand 1897 aus einem gelegentlichen Weihnachtscamp für Farmer aus dem Inland, die mit ihren Ochsenwagen anreisten. Besondere Anziehungskraft übte diese abgeschiedene Lokalität durch ihre landschaftliche Situation und den Fischreichtum im Ästuar des Boesmansrivier aus. Zu Beginn des 20. Jahrhunderts konnten interessierte Besucher hier Land pachten, woraus sich im späteren Fortgang Grundstückseigentum entwickelte. Dieser Verlauf führte zu einer gefestigten Ansiedlung unter einfachen Lebensbedingungen. Erst mit Beginn der 1980er Jahre gab es Anschlüsse für Elektrizität und Trinkwasser.

## Sehenswürdigkeiten
- Uferzonen des Ästuares[4]
- Küstenlandschaft der Sunshine Coast, am südwestlichen Ortsrand von Boesmansriviermond schließt ein Küstenabschnitt an, der zum Addo-Elefanten-Nationalpark gehört[2]
- John Muirhead Nature Reserve, ein Naturschutzgebiet in der Küstenzone des benachbarten Kenton-on-Sea am Indischen Ozean
- Küstensiedlung Boknesstrand mit Ästuar des Boknes River

## Wirtschaft
In Boesmansriviermond und im Nachbarort Kenton-on-Sea bietet hauptsächlich der Tourismus die Erwerbsgrundlage für die hiesige Bevölkerung. Es existieren neben Übernachtungsmöglichkeiten Angebote für Wassersportarten, Tierbeobachtungen und Wanderungen in der Küstenlandschaft sowie in das Inland.

## Verkehr
Der Küstenort ist auf dem Landweg mit der Regionalstraße R72 von Alexandria oder Port Alfred erreichbar. Die vom Nachbarort Kenton-on-Sea in nördliche Richtung führende Regionalstraße R343 mündet unweit von Makhanda (Grahamstown) in die Nationalstraße N2. Am nördlichen Ortsrand befindet sich ein Regionalflugplatz, der Kenton on Sea Airport.